# Ozava Dzsunko
Ozava Dzsunko (小澤 純子; Hepburn: Ozawa Junko) (Kamakura, 1973. december 7. –) japán válogatott labdarúgó.

## Klub
A labdarúgást a Nissan FC Ladies csapatában kezdte. 43 bajnoki mérkőzésen lépett pályára. 1994-ben a Tokyo Shidax LSC csapatához szerződött. 1996-ban a Fujita SC Mercury csapatához szerződött. 31 bajnoki mérkőzésen lépett pályára. 1997-ben vonult vissza.

## Nemzeti válogatott
1993-ban debütált a japán válogatottban. A japán válogatott tagjaként részt vett az 1995-ös világbajnokságon és az 1996. évi nyári olimpiai játékokon. A japán válogatottban 21 mérkőzést játszott.

## Statisztika
| Japán válogatott | Japán válogatott | Japán válogatott |
| Időszak          | Mérk.            | gól              |
| ---------------- | ---------------- | ---------------- |
| 1993             | 4                | 0                |
| 1994             | 6                | 0                |
| 1995             | 5                | 0                |
| 1996             | 5                | 0                |
| 1997             | 1                | 0                |
| Összesen         | 21               | 0                |

## Sikerei, díjai
Japán válogatott
- Ázsia-kupa:  Bronz; 1993

Egyéni
- Az év Japán csapatában: 1993